# Kristan Bromley
Kristan Bromley (Rossendale, 7 maart 1972) is een Brits voormalig skeletonracer. Hij vertegenwoordigde zijn vaderland op vier verschillende Olympische Winterspelen maar behaalde hierbij geen medaille. Hij is gehuwd met de skeletonster en olympiër Shelley Rudman. Hij promoveerde aan de University of Nottingham in 1994 in de technische wetenschappen op een proefschrift Factors affecting the performance of skeleton bobsleds, waaraan hij zijn bijnaam Doctor Ice te danken heeft.

## Carrière
Bromley maakte zijn wereldbekerdebuut in Winterberg in januari 1996. In 1999 boekte hij zijn eerste wereldbekerzege, met een overwinning in Calgary. In het seizoen 2003/2004 won hij vier wereldbekerwedstrijden en won hij de eindstand van de wereldbeker. Ook in 2007/2008 won hij het eindklassement.
In zijn carrière nam Bromley meermaals deel aan de wereldkampioenschappen skeleton. Op het WK van 2008 werd hij wereldkampioen, voor Jon Montgomery. Hij werd ook driemaal Europees kampioen.
Bromley kwalificeerde zich viermaal voor de Olympische Winterspelen. Zijn beste resultaat liet hij optekenen op de OS van Turijn 2006, waar hij vijfde eindigde.
In september 2015 kondigde Bromley zijn afscheid van de topsport aan.
Hij was coach van Kimberley Bos op de Winterspelen 2022, waar zij bij skeleton de bronzen medaille veroverde.

## Resultaten
| Jaar | Plaats         | Resultaat |
| ---- | -------------- | --------- |
| 2002 | Salt Lake City | 13e       |
| 2006 | Turijn         | 5e        |
| 2010 | Vancouver      | 6e        |
| 2014 | Sotsji         | 8e        |

| Jaar | Plaats       | Resultaat                   |
| ---- | ------------ | --------------------------- |
| 2003 | Nagano       | 8e                          |
| 2004 | Königssee    | 7e                          |
| 2005 | Calgary      | 4e                          |
| 2007 | Sankt Moritz | 11e                         |
| 2008 | Altenberg    | Goud                        |
| 2009 | Lake Placid  | 14e                         |
| 2011 | Königssee    | 6e 4e combinatieklassement  |
| 2012 | Lake Placid  | 14e 7e combinatieklassement |
| 2013 | Sankt Moritz | 10e 7e combinatieklassement |

### Wereldbeker
| Seizoen   | Rang |
| --------- | ---- |
| 2002/2003 | 6e   |
| 2003/2004 | Goud |
| 2004/2005 | 8e   |
| 2005/2006 | 5e   |
| 2006/2007 | 25e  |
| 2007/2008 | Goud |
| 2008/2009 | 9e   |
| 2009/2010 | 6e   |
| 2010/2011 | 12e  |
| 2011/2012 | 7e   |
| 2012/2013 | 7e   |
| 2013/2014 | 11e  |

| Datum            | Plaats       |
| ---------------- | ------------ |
| 1999             | Calgary      |
| 29 november 2003 | Calgary      |
| 6 december 2003  | Lake Placid  |
| 23 januari 2004  | Lillehammer  |
| 15 februari 2004 | Altenberg    |
| 25 januari 2008  | Sankt Moritz |